# Maria Gentile
Maria Gentile (Catània, 1902 – Catània, 1993) fou una soprano italiana.
Va debutar a principis dels anys vint. El 1925 ja destacava al Teatro Verdi de Pisa interpretant Gilda a Rigoletto. Quatre anys després, el 1929, va tornar al mateix teatre per cantar en produccions de Rigoletto, Lucia di Lammermoor i Il barbiere di Siviglia.
També va actuar als Països Baixos i, posteriorment, en diverses ciutats italianes de gran tradició operística. El 1928 va fer el seu debut al Teatro Regio de Parma, i el 1929 al prestigiós Teatre San Carlo de Nàpols. Aquests anys també va cantar durant dues temporades al Gran Teatre del Liceu.
La seva carrera va tenir un gran ressò a Amèrica Llatina, on va actuar en importants teatres d’òpera com els de l’Havana, Ciutat de Mèxic, Rio de Janeiro i el Teatro Colón de Buenos Aires. A la dècada de 1930 va ampliar la seva trajectòria internacional, fent gires per Alemanya i Suècia.ref>Caterina Andò, Morta Maria Gentile leggendaria «Amina», La Sicilia, ed. Catania, 9 maig 1993, p. 36.</ref>
Va estar casada amb el director d’orquestra Rotondo. Un cop retirada dels escenaris, es va dedicar a l’ensenyament del cant a Catània.